# Cricca del Sichuan
La cricca del Sichuan era un gruppo di signori della guerra dell'omonimo periodo in Cina. Dal 1927 al 1938 il Sichuan fu nelle mani di cinque signori della guerra: Liu Xiang, Yang Sen, Liu Wenhui, Deng Xihou e Tang Songyao.

## Introduzione
Nessuno dei signori della guerra aveva abbastanza potere per affrontare tutti gli altri contemporaneamente, così tante piccole battaglie avvennero, mettendo un signore della guerra contro un altro. I grandi conflitti raramente si sviluppavano e i complotti e le schermaglie caratterizzarono la scena politica del Sichuan, e le coalizioni effimere e le contro-coalizioni emergevano e svanivano con altrettanta rapidità.
Tuttavia Liu Xiang era il più influente dei signori della guerra del Sichuan. Controllò Chongqing e le aree circostanti. Questa regione, situata lungo le rivee del fiume Yangtze, era ricca a causa del commercio con le altre province lungo il fiume e quindi controllava gran parte dell'attività economica del Sichuan. Da questa posizione di forza, tra il 1930 e il 1932 il generale Liu Wenhui e Liu Xiang migliorarono le loro forze, organizzando una piccola forza aerea e munendosi di autoblindo.
Nel 1935 Liu Xiang spodestò su zio e rivale signore della guerra, Liu Wenhui, diventando presidente del governo della provincia del Sichuan con il sostegno di Chiang Kai-shek. In cambio a Liu Wenhui fu concessa la provincia di Xikang, un territorio scarsamente popolato ma ricco di oppio a cavallo tra la Cina e il Tibet.

## Seconda guerra mondiale
Nella seconda guerra sino-giapponese la cricca del Sichuan dette un enorme contributo alla resistenza anti-giapponese. Tutti i dati mostrano il numero di soldati morti e feriti (3,26 milioni in totale) di cui 2,24 milioni della cricca del Sichuan. Soprattutto, dal 1939 al 1945 il numero di soldati morti calcola 646,000 dal Sichuan su un totale di 850,000. Nella Battaglia di Shanghai quasi 170,000 soldati della cricca caddero nei combattimenti con solo 2000 che riuscirono a ritirarsi nello provincia dello Hubei. Nove generali dell'Esercito Rivoluzionario Nazionale morirono nella seconda guerra mondiale, di cui Li Jiayu, Wang Mingzhang e Rao Guohua erano comandanti della cricca del Sichuan.

## Monumento
Il 15 agosto 1989 il governo della città di Chengdu costruì una nuova scultura in memoria nella zona di Wannian.